# Île aux Basques
Île aux Basques (del francés: Isla para vascos, Isla de los Vascos) es una isla canadiense situada en el estuario inferior del río San Lorenzo, a unos 5 km al norte de Trois-Pistoles, en el municipio regional del condado de los vascos (Basques).  Es, desde su adquisición por la Société Provancher en 1929, un área protegida como un santuario de aves migratorias.
Desde 1584 hasta alrededor de 1637, fue ocupada en varias ocasiones por los vascos, de quienes toma su nombre.
Tanto la falta de espacio en el País Vasco como la abundancia de ballenas en el río San Lorenzo llevó a la llegada de los pescadores vascos a la isla. En el siglo XVI, parte del País Vasco formaba parte del Reino de Navarra, y su territorio se dividió definitivamente en 1513 entre Francia y España.  
Una serie de guerras e invasiones hizo que esta gente del mar quisiera explorar más y más lejos del océano Atlántico y sus grandes poblaciones de focas, marsopas y ballenas. Los vascos también practicaban el comercio con los indios, siendo uno de los primeros lugares donde se puede ver el legado de estas dos culturas. Estos hechos fueron confirmados por las excavaciones arqueológicas en la década de 1990 en varias localidades de la isla. [cita requerida]
Mide 2 kilómetros de largo y 400 metros de ancho, con una superficie de 0,55 kilómetros cuadrados, esta zona de la tierra, cuyo punto más alto está a 50 metros en el centro de la isla, se encuentra en la región fisiográfica de los Apalaches, en la orilla sur del río San Lorenzo frente a la ciudad de Trois-Pistoles, a unos 250 kilómetros al este de Quebec.